# Sivry-la-Perche
Sivry-la-Perche là một commune thuộc tỉnh Meuse trong vùng Grand Est đông nam nước Pháp.